# Athens Wireless Metropolitan Network
Athens Wireless Metropolitan Network (афинская городская беспроводная сеть, AWMN) — спонтанно организованное сообщество, созданное в 2002 году в Афинах, Греция, которое использует преимущества беспроводных технологий, для соединения людей и сервисов.

## Культурный и географический аспект
Несмотря на то, что сеть была организована в Афинах, столице Греции, её покрытие и деятельность более не ограничена одним городом. Она покрывает территорию 110 км с севера на юг и 85 км с запада на восток с наиболее южной точкой в Palaia Epidavros (Epidaurus) и наиболее северной точкой в городе Nea Artaki на острове Эвбея. К сети также присоединены острова Aegina, Salamina и другие территории вокруг Афин.
Широкое распространение сети способствовало присоединению изолированных зон с плохой технической инфраструктурой к афинской сети, предоставляя таким образом доступ к множеству сервисов на высокой скорости. На август 2010 сеть включала в себя 1120 основных узлов и более чем 2900 подключенных компьютеров к ней и более чем 9 тысяч людей выражали своё желание присоединиться к AWMN в будущем.
Вместо присоединения к AWMN небольшим «островкам» беспроводных сетей, созданных в других городах и на островах, AWMN предоставляла техническое оборудование и информацию по настройке сети.
Недавно присоединенный остров Euboea был обеспечен бо́льшим количеством соединений в целях обеспечения избыточности.
Следующим шагом должно стать присоединение беспроводных «островков», расположенных в Коринфе, Lamia (город) и Volos. В планах также присоединение более удаленных городов Греции, таких как Patras.
Для тех «островков» и сообществ, присоединение которых невозможно посредством беспроводных соединений, предоставлены возможности подключения их посредством VPN-соединений.
В этом году (каком?) AWMN присоединил большинство греческих сообществ-сетей и собирается пересечь границы Греции благодаря VPN-соединению, недавно уставленному с беспроводной сети Любляны (Словения). В будущем AWMN собирается соединить все беспроводные сети-сообщества в Европе в одну сеть.

## История
AWMN была создана сообществом в 2002 году. Причиной создания послужили значительные недостатки и проблемы провайдеров интернет-услуг в Греции в 2002, выбор которых для физических лиц (домашних пользователей) был чрезвычайно мал. Для решения этой проблемы была создана сеть AWMN как альтернатива, которая давала пользователям опыт настоящего широкополосного доступа к сети.
В относительно краткий период времени с основания AWMN цели и задачи сети стали меняться. Растущее количество людей, заинтересованных в данной сети, выражало своё желание подключиться к проекту. Количество узлов сети начало расти экспоненциально, и характер сети поменялся с альтернативного интернет-провайдера в социальную сеть для людей, с интересами в IT- и телекоммуникационном секторах.
В сети AWMN сообщество играет важную роль в развитии сети, поощряя участников быть более активными в жизни сообщества.
Пользователи разделены как точки доступа (узлы сети) и клиенты точек доступа. Узлы сети выполняют роль роутеров и пропускают сквозь себя чужой трафик, который был сгенерирован другими узлами и направлен другим узлам.
Участники сети имеют разный возраст, разное образование, в том числе IT- и телекоммуникационные профессионалы, радиолюбители, студенты ИТ-специальностей и любители новых технологий. Ими движет дух сообщества и они предоставляют своё время, опыт и оборудование (для участия в сети в качестве узлов и точек доступа) на добровольных основах.